# شينتشو
شينتشو (بالصينية: 忻州市 )‏ هي مدينة على مستوى محافظة، في جمهورية الصين الشعبية، تتبع شانسي، تبلغ مساحتها 25,180 كيلومتر مربع، رمزها البريدي هو 034000.

## المناخ
يظهر الجدول التالي التغييرات المناخية على مدار السنة لشينتشو:
| البيانات المناخية لـشينتشو                  | البيانات المناخية لـشينتشو | البيانات المناخية لـشينتشو | البيانات المناخية لـشينتشو | البيانات المناخية لـشينتشو | البيانات المناخية لـشينتشو | البيانات المناخية لـشينتشو | البيانات المناخية لـشينتشو | البيانات المناخية لـشينتشو | البيانات المناخية لـشينتشو | البيانات المناخية لـشينتشو | البيانات المناخية لـشينتشو | البيانات المناخية لـشينتشو | البيانات المناخية لـشينتشو |
| الشهر                                       | يناير                      | فبراير                     | مارس                       | أبريل                      | مايو                       | يونيو                      | يوليو                      | أغسطس                      | سبتمبر                     | أكتوبر                     | نوفمبر                     | ديسمبر                     | المعدل السنوي              |
| ------------------------------------------- | -------------------------- | -------------------------- | -------------------------- | -------------------------- | -------------------------- | -------------------------- | -------------------------- | -------------------------- | -------------------------- | -------------------------- | -------------------------- | -------------------------- | -------------------------- |
| متوسط درجة الحرارة الكبرى °م (°ف)           | 0.0 (32.0)                 | 4.1 (39.4)                 | 10.6 (51.1)                | 19.7 (67.5)                | 25.9 (78.6)                | 28.8 (83.8)                | 29.1 (84.4)                | 27.5 (81.5)                | 23.5 (74.3)                | 17.3 (63.1)                | 8.0 (46.4)                 | 1.3 (34.3)                 | 16.3 (61.4)                |
| المتوسط اليومي °م (°ف)                      | −9.1 (15.6)                | −4.3 (24.3)                | 2.9 (37.2)                 | 11.8 (53.2)                | 18.3 (64.9)                | 21.7 (71.1)                | 22.8 (73.0)                | 20.9 (69.6)                | 15.4 (59.7)                | 8.7 (47.7)                 | 0.1 (32.2)                 | −7.1 (19.2)                | 8.5 (47.3)                 |
| متوسط درجة الحرارة الصغرى °م (°ف)           | −15.8 (3.6)                | −10.8 (12.6)               | −3.4 (25.9)                | 3.6 (38.5)                 | 10.0 (50.0)                | 14.2 (57.6)                | 17.0 (62.6)                | 15.2 (59.4)                | 8.7 (47.7)                 | 2.1 (35.8)                 | −5.8 (21.6)                | −13.2 (8.2)                | 1.8 (35.3)                 |
| الهطول مم (إنش)                             | 2.6 (0.10)                 | 4.0 (0.16)                 | 12.0 (0.47)                | 18.1 (0.71)                | 35.8 (1.41)                | 62.7 (2.47)                | 99.5 (3.92)                | 101.2 (3.98)               | 55.0 (2.17)                | 24.4 (0.96)                | 10.1 (0.40)                | 2.5 (0.10)                 | 427.9 (16.85)              |
| متوسط الرطوبة النسبية (%)                   | 55                         | 51                         | 51                         | 44                         | 47                         | 60                         | 76                         | 81                         | 78                         | 68                         | 64                         | 61                         | 61                         |
| المصدر: China Meteorological Administration |                            |                            |                            |                            |                            |                            |                            |                            |                            |                            |                            |                            |                            |

## التقسيمات الإدارية
- Xinfu District, Xinzhou [الإنجليزية]‏
- Dingxiang County [الإنجليزية]‏
- Wutai County [الإنجليزية]‏
- Dai County [الإنجليزية]‏
- Fanshi County [الإنجليزية]‏
- Ningwu County [الإنجليزية]‏
- Jingle County [الإنجليزية]‏
- Shenchi County [الإنجليزية]‏
- Wuzhai County [الإنجليزية]‏
- Kelan County [الإنجليزية]‏
- مقاطعة هيكو  [لغات أخرى]‏
- Baode County [الإنجليزية]‏
- Pianguan County [الإنجليزية]‏
- مدينة يوانبينج.